# Pitangus sulphuratus
El benteveo (Pitangus sulphuratus), es una especie de ave paseriforme perteneciente a la familia Tyrannidae, la única del género monotípico Pitangus. Mide entre 21 y 26 cm de longitud. La cabeza es grande, las alas largas y las patas cortas. El pico es tan largo como la cabeza, terminado en gancho. El lomo y la cola son de color pardo verdoso. La cabeza es negra con dos franjas blancas a modo de cejas; la garganta blanca. El pecho y abdomen son de color amarillo vivo y tiene una corona oculta del mismo color. Es nativo de la América tropical (Neotrópico), donde se distribuye ampliamente desde el sur de Estados Unidos hasta el centro de Argentina. Es muy común en una variedad de ambientes semiabiertos y abiertos, rurales y urbanos; menos frecuente en regiones boscosas, donde se encuentra más o menos confinado a márgenes de lagos y ríos. Habita hasta una altitud de 1500 m s. n. m. (un poco más alto en valles andinos). La Unión Internacional para la Conservación de la Naturaleza (IUCN 2019-1) considera a la especie como de preocupación menor.

## Nombre común
Su gemido agudo y prolongado da origen al nombre común onomatopéyico que lleva y que varía según las diferentes regiones donde habita. Se le denomina pitogüe  (en Paraguay y parte de Argentina), bienteveo, benteveo o benteveo común, wichiji o güichiji (en parte de Argentina, Bolivia, Perú, Chile y Uruguay), bichofué, bichajué o bichofué gritón, chamaria (en Colombia), cristofué (en Colombia, Venezuela, y Honduras), güis común (en Nicaragua), pistoqué, luis bienteveo, pitabil, luis grande o chilera (en México), pijagüé, penehué, pitaguá' o pitanguá (del guaraní, en parte de Argentina y la mayor parte de Paraguay), pecho amarillo (en Costa Rica y algunas partes de Argentina), chío (en El Salvador), bichofeo o pitojuán (en algunas partes de Argentina), quetupí o quitupí (en algunas regiones de Argentina), pímparo (en Colombia), cierto güis, comechile, Víctor Díaz (en la selva amazónica de Perú), chicha fría ( en Colombia y en Perú),[cita requerida] o ticú (en Puerto Vallarta).[cita requerida]

## Distribución y hábitat
Habita desde el sur de Estados Unidos (Texas), México, toda América Central, Guatemala, Belice, Nicaragua, El Salvador, Honduras, Nicaragua, Costa Rica, Panamá; Trinidad y Tobago, y toda América del Sur, Colombia, Venezuela, Guyana, Guayana francesa, Surinam, Brasil, Ecuador, Perú, Bolivia, Paraguay, Uruguay, hasta el norte de la Patagonia en Argentina. Es raro en Chile, Islas Malvinas, Islas Sandwich del Sur e Islas Georgias del Sur. Fue introducido en Bermuda. En México se le encuentra a lo largo de las vertientes del Pacífico y del Golfo; en zonas del Eje Neovolcánico; en el altiplano, principalmente en el sur, en la zona del Bajío; en la depresión del Balsas; y en la región sursureste del país, incluyendo la península de Yucatán.[cita requerida]
Esta especie es muy común, visible y ampliamente diseminada en una variedad de hábitats semiabiertos y abiertos, rurales y urbanos. Es menos frecuente en regiones boscosas, donde se encuentra más o menos confinado a las márgenes de lagos y ríos. Hasta una altitud de 1500 m s. n. m., un poco más alto en valles andinos. Excepto en la alta montaña, se lo encuentra en casi todos los ambientes, preferentemente cerca del agua. Con frecuencia, puede verse sobre los árboles de plazas en grandes ciudades.

## Descripción física

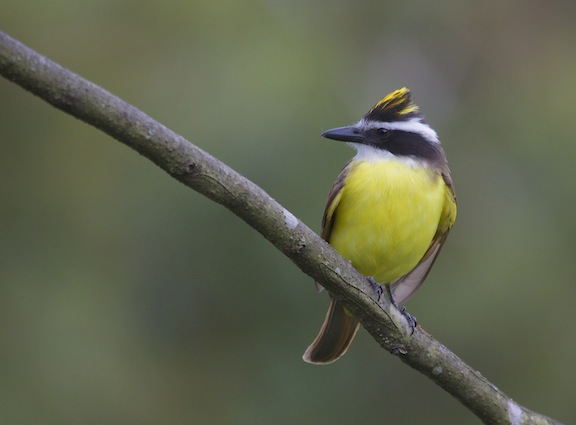
Benteveo, mostrando la corona amarilla casi siempre oculta, en el Centro Natural Asa Wright, Trinidad

Mide entre 21 y 26 cm de longitud. Tiene cabeza grande, alas largas y patas cortas. El pico es tan largo como la cabeza y termina en forma de gancho. El lomo y la cola son de color pardo verdoso. La cabeza es negra con dos franjas blancas a modo de cejas y garganta blanca, lo cual le da el aspecto de tener antifaz y boina negros. El pecho y el abdomen son de color amarillo vivo y tiene una corona oculta del mismo color. No presenta dimorfismo sexual.

## Comportamiento
Pese a su aspecto grave, es un pájaro pacífico, que solo se muestra agresivo en la defensa de su nido.

### Alimentación
La alimentación del benteveo se basa en todo tipo de invertebrados, como larvas, lombrices, e insectos que caza volando, y la complementa con algunas frutas, como uvas e higos, pequeños roedores y reptiles, e incluso peces, a los que pesca de manera muy similar a la del martín pescador, llevándolos hasta una rama y matándolos a golpes que da contra ella. A veces saquean los nidos de aves pequeñas.

### Reproducción

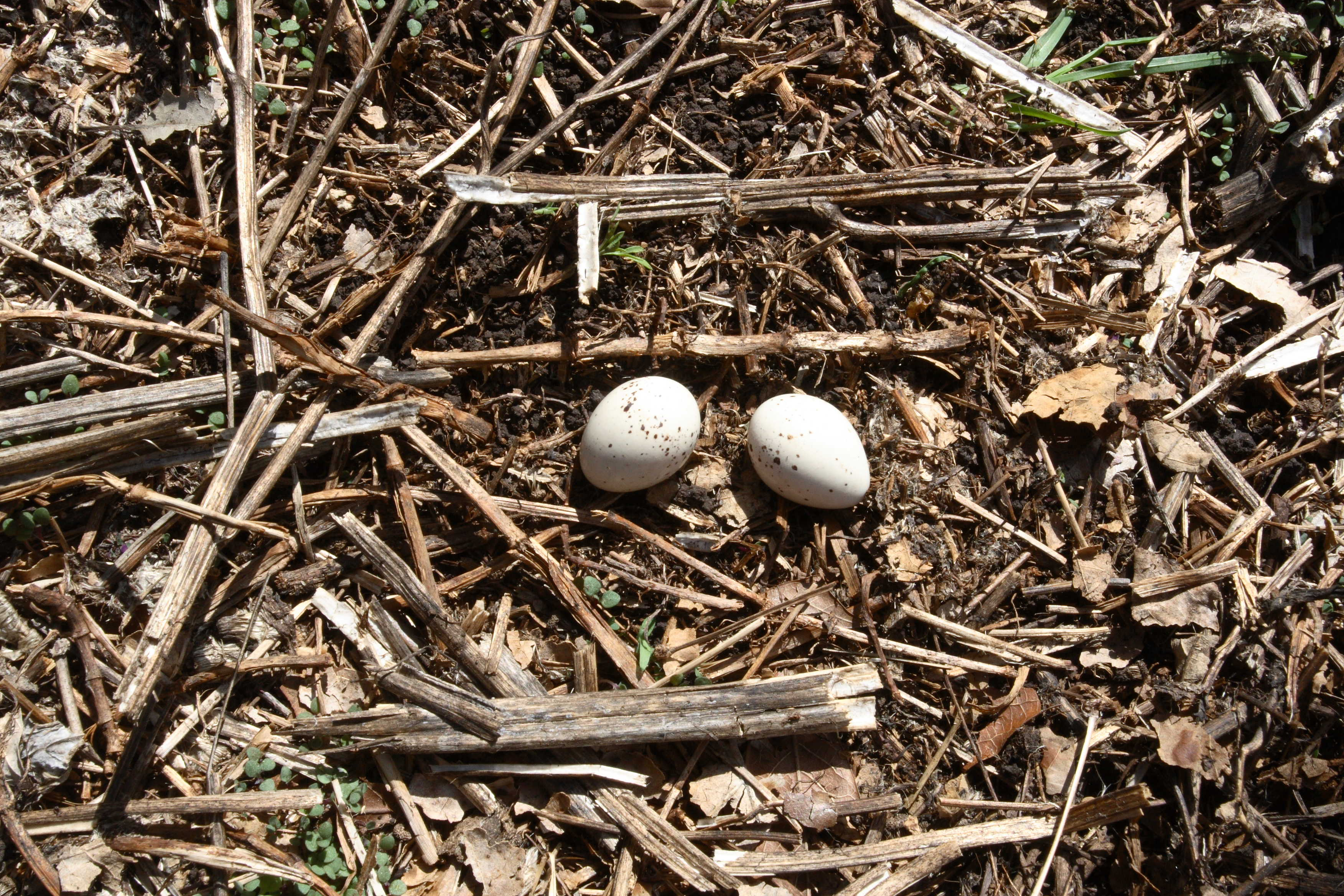
Nido y huevos de Pitangus sulphuratus

El macho y la hembra son muy similares y comparten la tarea de construir el nido, que hacen con muy diversos materiales y tiene aspecto desordenado. Es voluminoso y esférico, construido con finas fibras vegetales secas y recubierto externamente por pajas largas, trapos e incluso bolsas de polietileno.
El benteveo tiene un período de reproducción que comprende la primavera al verano, siendo su madurez sexual al año de vida. Pone de dos a cinco huevos por postura, realizando tres o cuatro posturas por temporada. La incubación dura trece días, y los pichones pueden separarse a los treinta y cinco días de nacimiento.

### Vocalización
Su canto ruidoso y chillón es su principal característica. En las diferentes regiones de América se interpreta su grito clásico con diferentes significados, y de allí su variabilidad de nombres comunes.

## Mitología
En algunos lugares se tiene la creencia de que cuando el benteveo grita al mediodía, junto a una casa, avisa la llegada de gente inesperada: parientes, amigos o personas extrañas. En otros lugares atribuyen su grito cerca de una casa a un anuncio de nacimiento. En áreas rurales del litoral argentino se suele considerar su grito sobre una vivienda como presagio funesto por lo que se lo ahuyenta inmediatamente. Si canta contento cerca de una casa, se lo considera como presagio de embarazo.
Una leyenda guaraní dice que el benteveo es un nieto de mal corazón al cual el dios Tupá convirtió en pájaro por no alcanzarle a su abuelo moribundo un vaso de agua.
Una otra leyenda misionera dice que el benteveo es una reencarnación de una anciana que, acostumbraba a llamar a sus hijos para que le encendieran su rústico pito de palo a los gritos de «Che pito ogue» (‘Mi cigarro se apagó’, en guaraní) a sus hijas, pero posteriormente distorsionó el grito debido al cansancio, pasando a exclamar: «pitogüé». Abandonada por ellas a su suerte, cansadas de su tiranía, y muerta, les aparece en la figura del ave que en todo recordaba a la vieja: las patas agarradas en la rama se parecían a los dedos de la vieja apretando el pito; el pico, la nariz puntiaguda de la anciana; y la franja que tenía en la cabeza, la vincha con que ella se sujetaba el pelo… y que los persigue a los gritos chillones de ‘¡pitogüé!, ¡pitogüé!'

## Sistemática

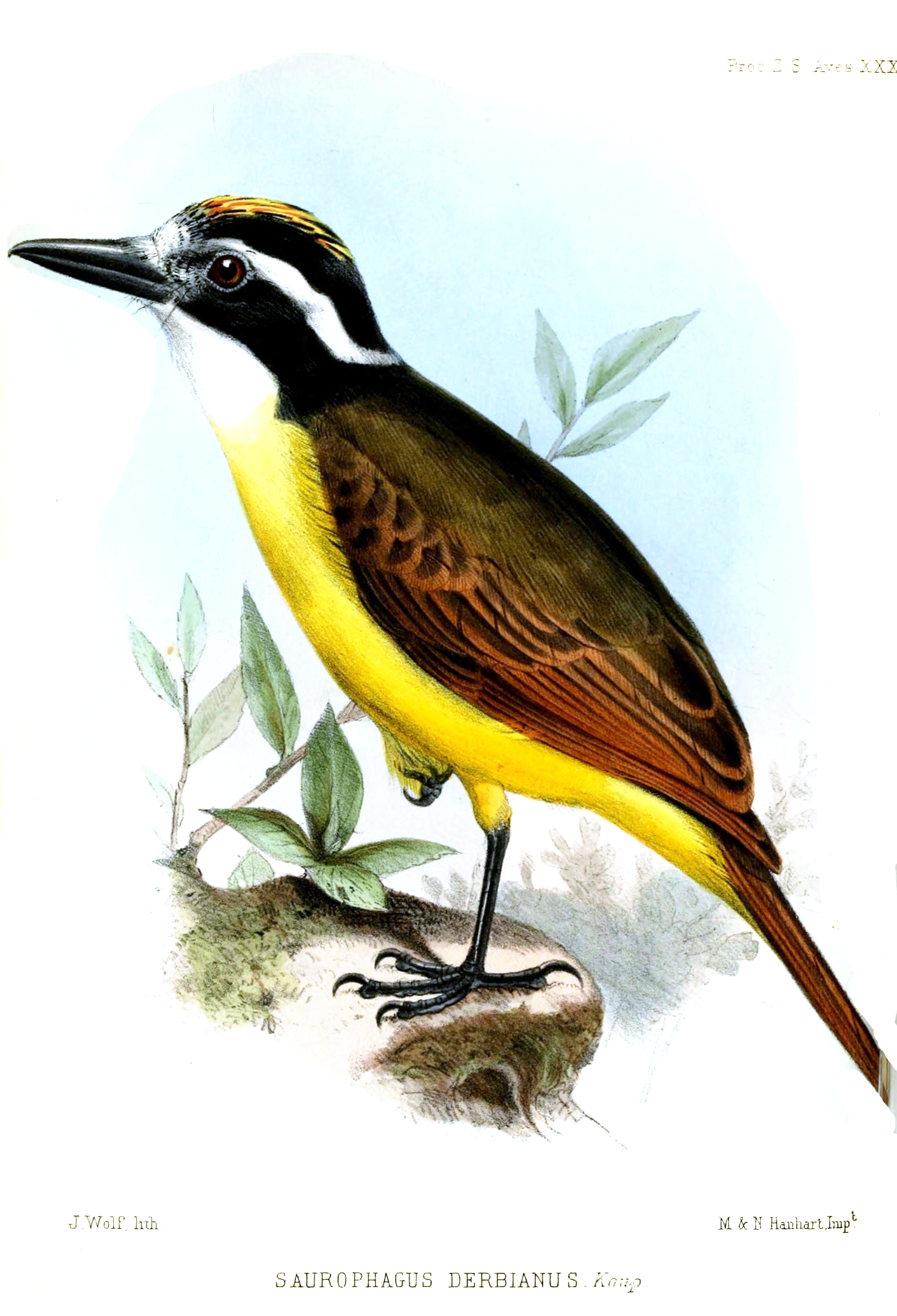
Saurophagus derbianus = Pitangus sulphuratus derbianus, ilustración de Wolf, para Proceedings of the Royal Society of London, 1850.

### Descripción original
La especie P. sulphuratus fue descrita por primera vez por el naturalista sueco Carlos Linneo en 1766 bajo el nombre científico Lanius sulphuratus; la localidad tipo es: «Cayena».
El género Pitangus fue propuesto originalmente por el naturalista y ornitólogo inglés William Swainson en el año 1827.

### Etimología
El nombre genérico masculino «Pitangus» deriva del nombre tupí «pitanguá guaçú»; y el nombre de la especie «sulphuratus», en latín significa ‘sulfurado’, ‘de color de azufre’.

### Taxonomía
Las afinidades de esta especie son inciertas; puede ser pariente próxima a Myiozetetes, dadas las numerosas similitudes en el comportamiento de nido. Las poblaciones de la Amazonia, incluyendo las aves ligeramente mayores del sureste de Colombia y de las Guayanas, tal vez estarían mejor representadas como una única subespecie nominal, debido a la falta de diferenciaciones claras y a la existencia de clines graduales de aumento del largo de la alas al sur y al norte del río Amazonas que no están correlacionadas con ninguna variación de color observada. Es necesaria una revisión formal, incluyendo investigación genética, para determinar las designaciones taxonómicas más apropiadas.
La especie Philohydor lictor estuvo anteriormente colocada en el presente género. Sobre la base de consideraciones morfológicas, comportamentales, y moleculares, algunos autores, como Lanyon (1986), Fitzpatrick (2004) y Ridgely & Tudor (2009) habían propuesto separar a Pitangus lictor en un género propio: Philohydor, por lo que para ellos Pitangus pasaría a ser un género monotípico con la única especie: Pitangus sulphuratus. Las principales clasificaciones adoptaron la separación de los géneros.
El Comité de Clasificación de Sudamérica (SACC) aprobó la separación en género propio en la Propuesta No 951, principalmente con base en los conclusivos estudios genéticos de Harvey et al. (2020).
Los amplios estudios genético-moleculares realizados por Tello et al. (2009) descubrieron una cantidad de relaciones novedosas dentro de la familia Tyrannidae que todavía no están reflejadas en la mayoría de las clasificaciones. Siguiendo estos estudios, Ohlson et al. (2013) propusieron dividir Tyrannidae en cinco familias. Según el ordenamiento propuesto, Pitangus y Philohydor permanecen en Tyrannidae, en una subfamilia Tyranninae Vigors, 1825, en una tribu Tyrannini Vigors, 1825, junto a Tyrannopsis, Machetornis, Conopias (provisoriamente), Megarynchus, Myiodynastes, Myiozetetes, Phelpsia (provisoriamente), Empidonomus, Griseotyrannus y Tyrannus.

### Subespecies
Según las clasificaciones del Congreso Ornitológico Internacional (IOC) y Clements Checklist/eBird, se reconocen diez subespecies, con su correspondiente distribución geográfica:
- Pitangus sulphuratus texanus van Rossem, 1940 - extremo sur de Estados Unidos (bajo río Grande) y este de México (al sur hasta Veracruz).
- Pitangus sulphuratus derbianus (Kaup, 1852) - oeste de México (Sonora al sur hasta el istmo de Tehuantepec).
- Pitangus sulphuratus guatimalensis (Lafresnaye, 1852) - sureste de México (sur de Veracruz, este de Oaxaca, Chiapas, Tabasco, y península de Yucatán), Guatemala, Belice y El Salvador al sur hasta el centro de Panamá.
- Pitangus sulphuratus rufipennis (Lafresnaye, 1851) - norte de Colombia (costa caribeña y bajo valle del Magdalena), norte y centro de Venezuela (al este hasta el oeste de Sucre y Monagas, al sur hasta el norte de Amazonas y norte de Bolívar).
- Pitangus sulphuratus caucensis Chapman, 1914 - oeste y sur de Colombia (suroeste de Bolívar, río Cauca y alto río Magdalena).
- Pitangus sulphuratus trinitatis Hellmayr, 1906 - este de Colombia (río Meta), sur y este de Venezuela (Amazonas, y este de Sucre al sur hasta el delta del Orinoco y este de Bolívar) y noroeste de Brasil (río Surumú y río Cotinga); también en la isla de Patos y en Trinidad.
- Pitangus sulphuratus sulphuratus (Linnaeus, 1766) - las Guayanas, norte de Brasil (al sur hasta el río Amazonas, al este hasta Amapá y la Isla Marajó), y este de los Andes desde el sureste de Colombia y este de Ecuador al sur hasta el sureste del Perú.
- Pitangus sulphuratus maximiliani (Cabanis & Heine, 1859) - este y sur de Brasil (Maranhão y Piauí al sur hasta Mato Grosso, Goiás y Santa Catarina), norte de Bolivia (Beni) y Paraguay.
- Pitangus sulphuratus bolivianus (Lafresnaye, 1852) - este de Bolivia (Cochabamba al sur hasta Tarija).
- Pitangus sulphuratus argentinus Todd, 1952 - Argentina (al sur hasta el este de Mendoza, Córdoba y Río Negro), este de Paraguay, extremo sureste de Brasil (Río Grande del Sur) y Uruguay.

## Galería

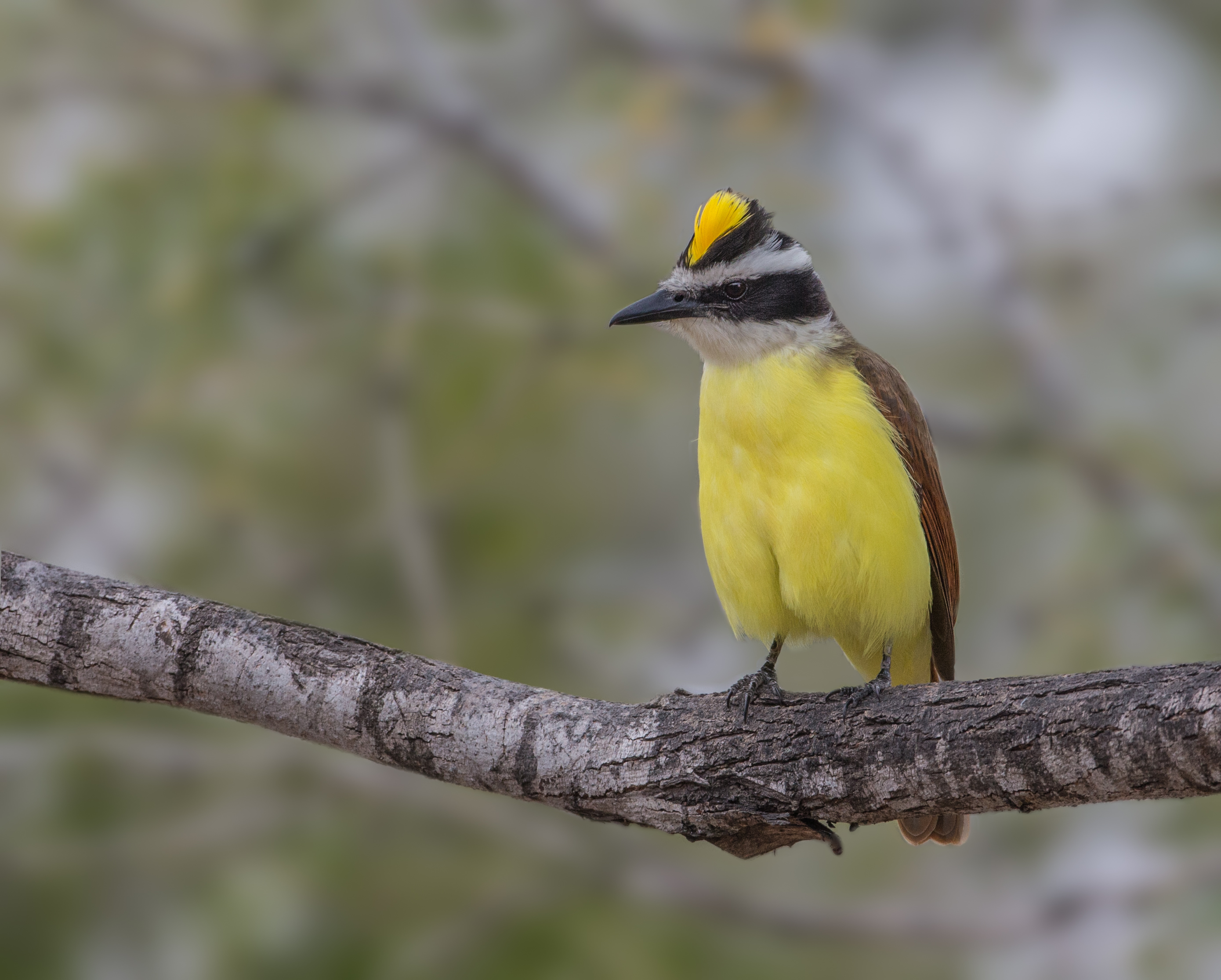
Pitangus sulphuratus texanus en Texas.
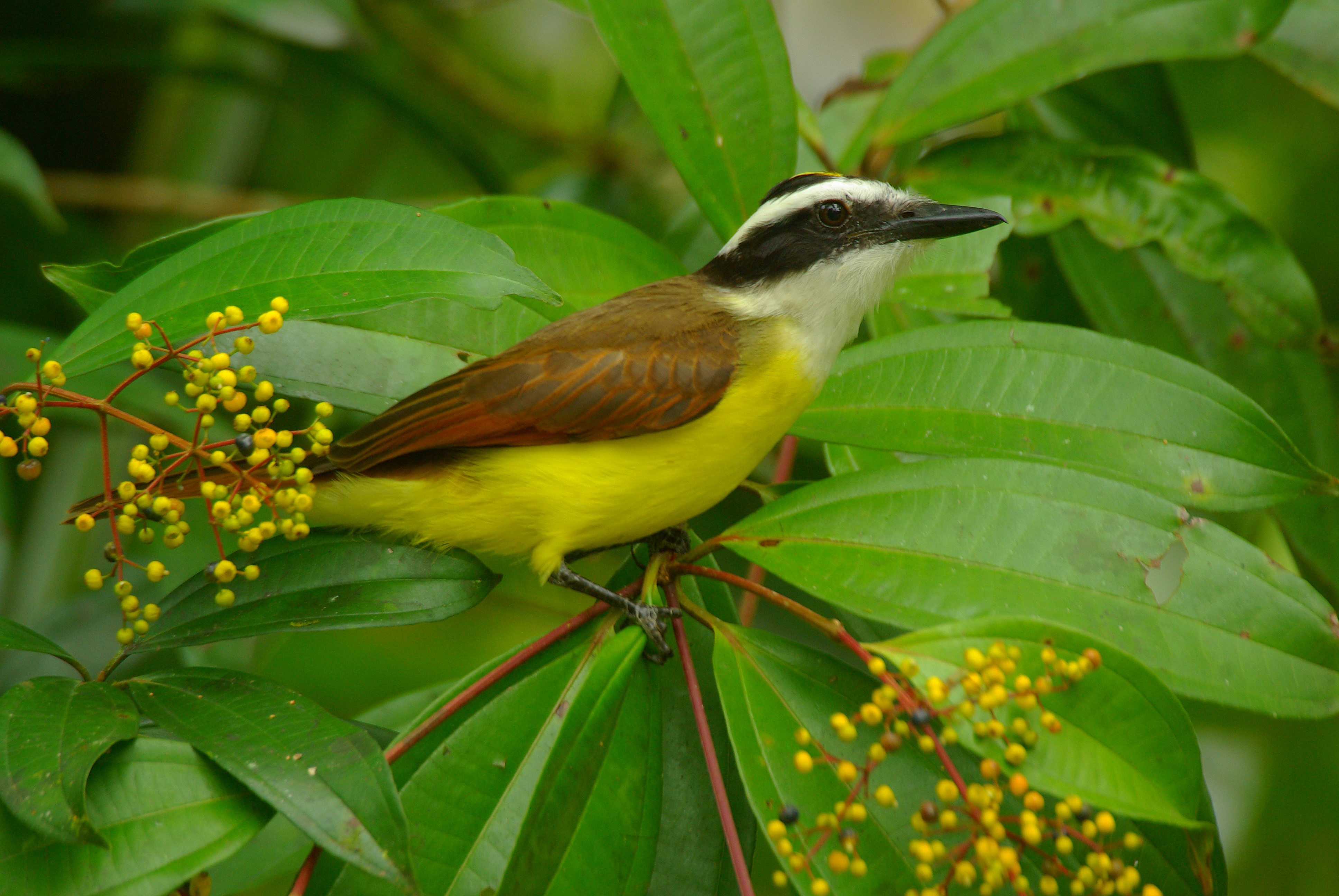
Pitangus sulphuratus guatimalensis, en la Estación Biológica La Selva, Costa Rica.
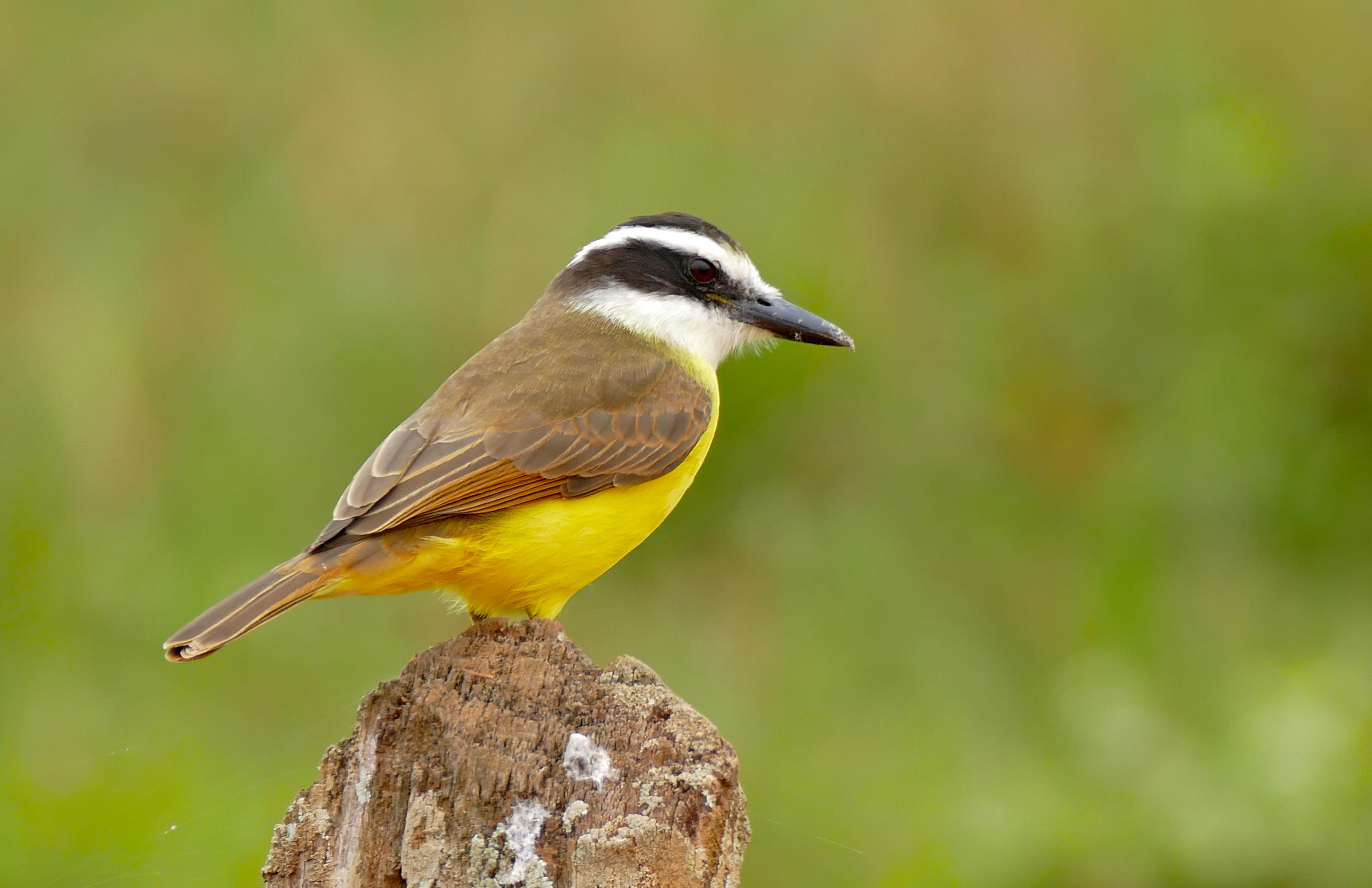
Pitangus sulphuratus maximiliani en el Pantanal, Poconé, Mato Grosso, Brasil.
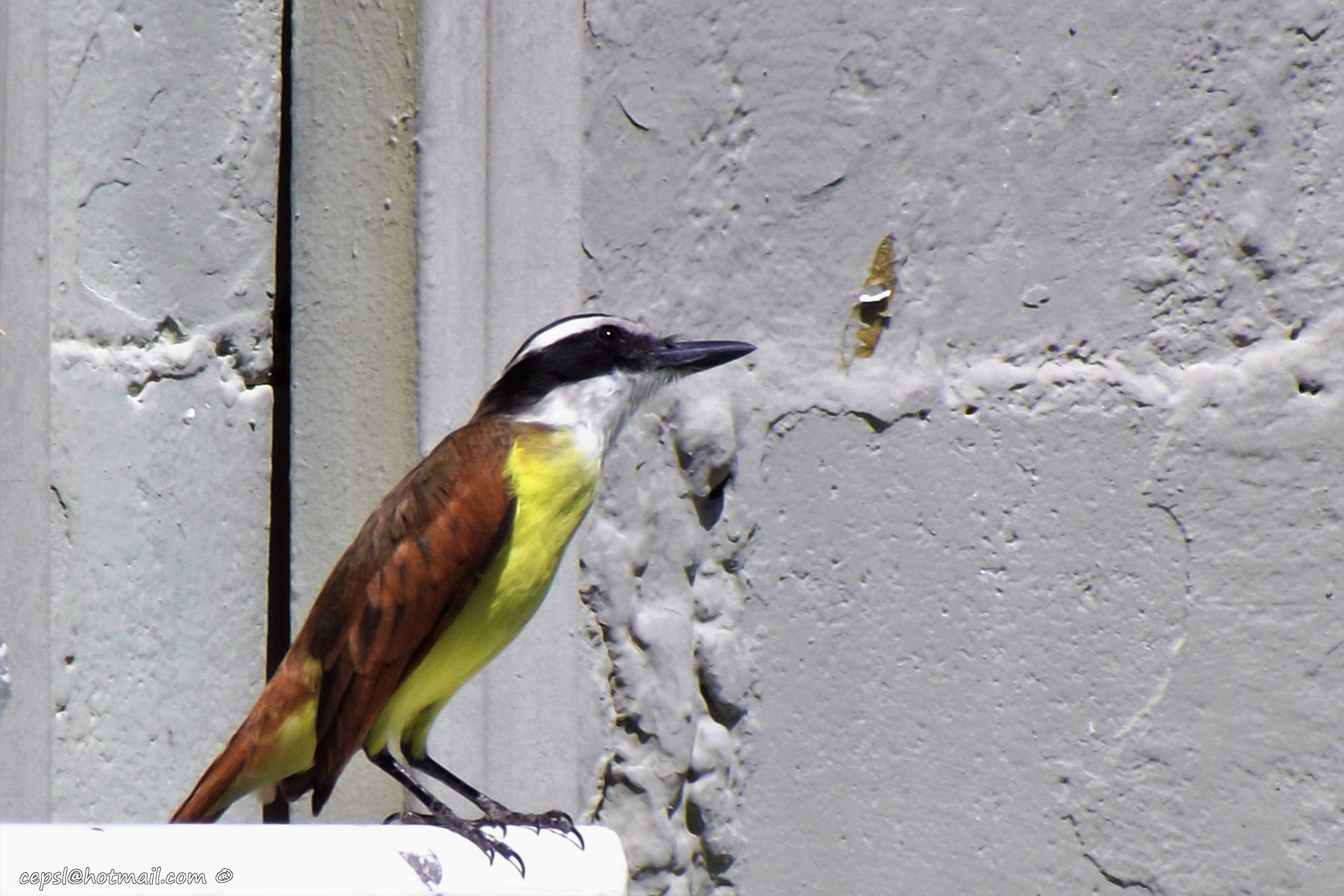
Pitangus sulphuratus rufipennis en Maracay, Venezuela.
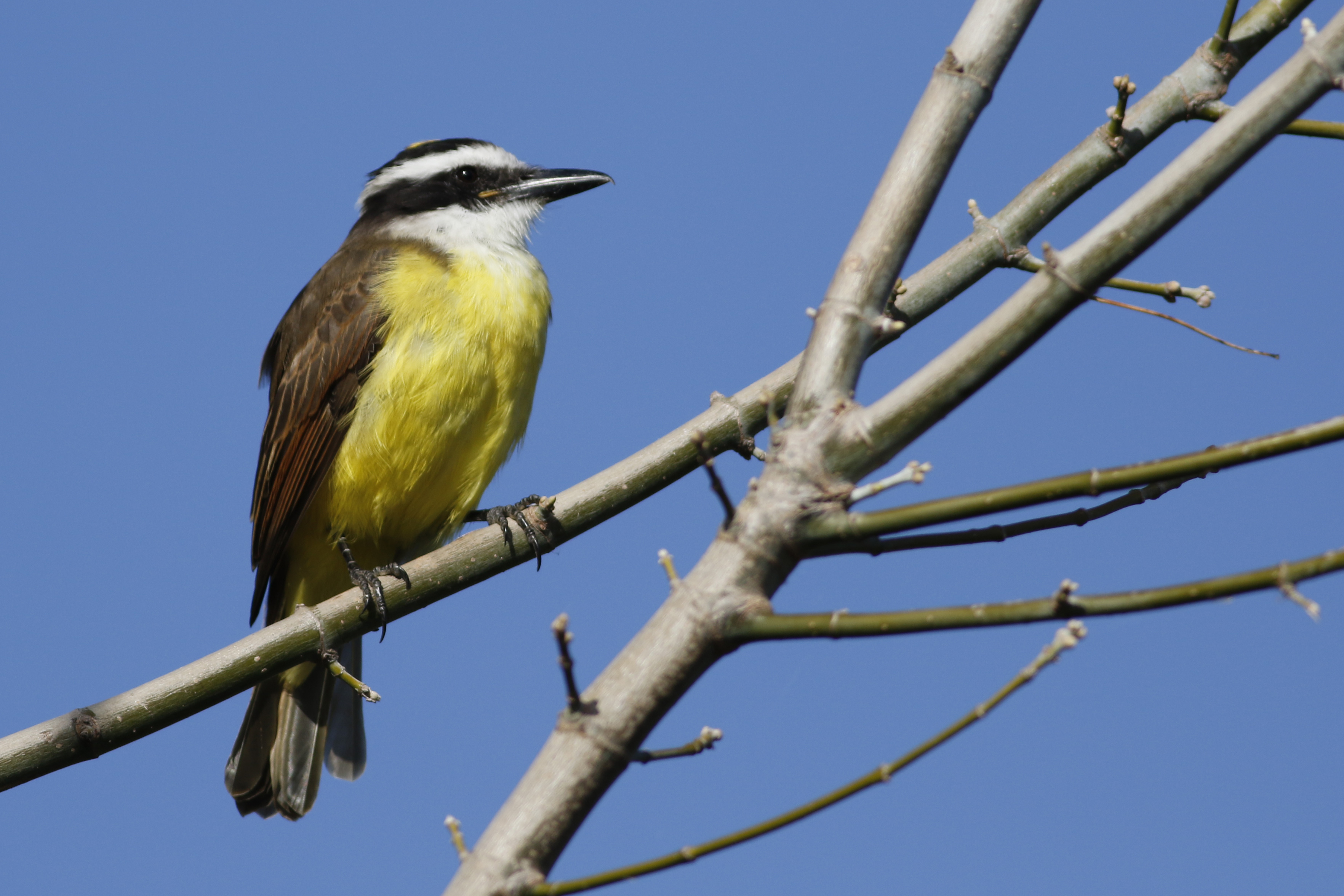
Pitangus sulphuratus argentinus en Buenos Aires, Argentina.